# Brillenblattnase
Die Brillenblattnase (Carollia perspicillata) ist eine Fledermausart aus der Familie der Blattnasen (Phyllostomidae), welche in Zentral- und Südamerika beheimatet ist.

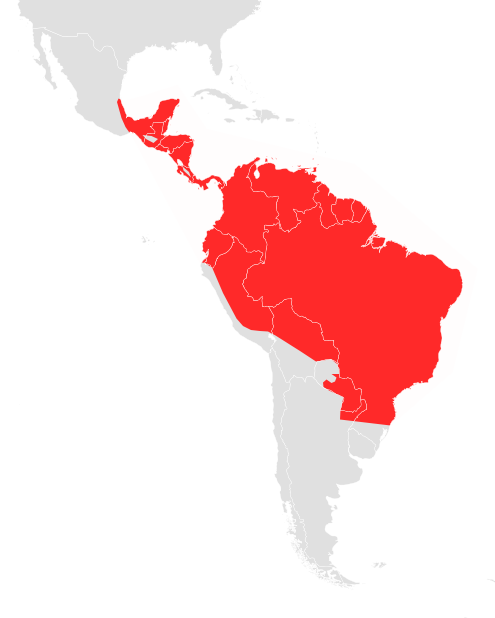
Verbreitungsgebiet der Brillenblattnase

## Beschreibung
Die Brillenblattnase unterscheidet sich von anderen Arten der Gattung Carollia durch ihre Größe, den wenig behaarten Füßen, sowie der Länge der Tibia. Sie ist im Schnitt 18,5 g schwer und hat eine Flügelspannweite von 30 cm. Die Ohren sind relativ kurz und spitz, das Nasenblatt ebenfalls kurz und dreieckig. Die Unterlippe ist V-förmig mit kleinen Warzen versehen. Die Haare sind mit 8 mm relativ lang und dreifarbig, mit einer dunklen Basis, einem hellen Mittelstück und einer wiederum dunklen Spitze. Die Haare am Bauch sind hingegen meist einfarbig. Die Fellfarbe der Tiere variiert zwischen dunkelbraun, zimtfarben und grau.
Der lateinische Artname perspicillata bezieht sich eigentlich auf das Vorhandensein von hellen Streifen im Gesicht, was jedoch bei der Brillenblattnase nicht der Fall ist. Wahrscheinlich stammt der missverständliche Artname von der früheren Artbezeichnung Vespertilio perspicillatum, welche drei Arten unterschiedlicher Gattungen einschloss, unter anderem eine mit Gesichtsstreifen.

## Lebensweise
Die Brillenblattnase ist eine der häufigsten in Bodennetzen gefangenen Fledermausarten in ihrem Verbreitungsgebiet und damit auch einer der besterforschten neotropischen Arten. Kolonien findet man hauptsächlich in hohlen Bäumen und Höhlen, jedoch auch in Gebäuden und anderen menschengemachten Strukturen. Die Kolonien können über 100 Individuen umfassen. Blattnasen sind sehr soziale Tiere, welche auch gegenseitige Fellpflege betreiben und ein hohes Repertoire an Sozialrufen zeigen. Gruppen sind in Harems organisiert, welche aus einem Männchen und bis zu 5 Weibchen bestehen. Die Männchen locken die Weibchen aktiv durch Rufe und Schwebflüge in ihren Harem, weswegen man von einer aktiven Weibchenwahl (engl. female choice) ausgeht. Im Schnitt wechseln die Weibchen dabei alle 17 Tage den Harem. Somit stammen auch rund 25 % der Jungtiere eines Harems nicht vom Haremshalter.
Männchen ohne Harem und junge Männchen, welche noch nicht geschlechtsreif sind, bilden sogenannte Bachelorgruppen.
Als Fressfeinde bekannt sind Reptilien wie die Abgottschlange, Vögel wie die Schleiereule, der Sprenkelkauz, der Brillenkauz und der Kappenwaldfalke (Micrastur semitorquatus), baumbewohnende Säugetiere wie das Opossums und Wickelbären, aber auch andere, große Fledermäuse wie die Große Spießblattnase.
Brillenblattnasen können bis zu zwölf Jahre alt werden. Eine in Gefangenschaft gehaltene Kolonie kann man unter anderem in der Zitadelle Spandau in Berlin besichtigen.
Mit acht deutschen Haltern ist sie, nach dem Nilflughund, das häufigste Fledertier der deutschen Zoolandschaft. Mit Abstand erfolgreichster Züchter in Europa ist Frankfurt.

## Ernährung
Die Brillenblattnase frisst hauptsächlich ballaststoffarme Früchte mit einem hohen Proteingehalt. Sie ist wie alle Vertreter der Gattung Carollia auf die Früchte von Pfeffergewächsen (Piper) spezialisiert. Dank ihres ausgezeichneten Geruchssinns findet die Brillenblattnase reife Früchte, welche sie abbricht und zu einem Fressplatz trägt. Dabei frisst ein einziges Tier bis zu 35 Früchte pro Nacht, was die Brillenblattnase zu einem effizienten und damit wichtigen Samenverbreiter macht. Die Brillenblattnase gilt als der wichtigste Samenverbreiter von Piper amalago.
Trächtige und säugende Weibchen besuchen im Amazonasbecken häufig Mineralleckstellen, wahrscheinlich um über die Aufnahme von Mineralien schädliche sekundäre Pflanzenstoffe abzupuffern.
Neben Früchten frisst die Brillenblattnase gelegentlich auch Insekten, Nektar und Pollen, speziell während der Trockenzeit, in der das Vorkommen von Früchten limitiert ist, jedoch die Hauptblütezeit der meisten Pflanzen stattfindet.
Wenn die Nahrung rar ist, kann die Brillenblattnase auch für kurze Zeit in Torpor gehen.

## Fortpflanzung
Weibchen der Brillenblattnase können zweimal pro Jahr trächtig werden. Während der Tragezeit von 115 bis 120 Tagen nimmt das Gewicht der Weibchen um etwa 30 % zu. Nach der Geburt frisst das Weibchen die Nachgeburt und leckt das Junge sauber. Die Jungen sind Nestflüchter und werden mit offenen Augen und Ohren geboren. Am Rücken ist das Fell bereits gut ausgebildet. Neugeborene wiegen etwa 5 g und wachsen sehr schnell. Nach 6 Wochen erreichen sie die Größe und nach 10–13 Wochen das Gewicht eines ausgewachsenen Tieres. Während der ersten 23 Tage nach der Geburt wird das Jungtier von der Mutter herumgetragen. Die Jungen haben dafür extra ausgebildete Zähne, mit denen sie sich an den Brustwarzen der Mutter festbeißen. Später wird das Jungtier in während der Futtersuchflüge der Mutter in der Kolonie zurückgelassen, wo es vom Haremsmännchen bewacht wird.
Nach 3–4 Wochen beginnen die Jungtiere mit den ersten Flugversuchen. Nach etwa 2 Monaten werden die Jungen entwöhnt. Etwa 42 % der Weibchen und 11 % der Männchen suchen sich danach eine neue Kolonie, der sie sich anschließen können, während die anderen Tiere der neuen Generation in der Mutterkolonie verbleiben. Nach einem Jahr sind die Weibchen geschlechtsreif, Männchen nach 1–2 Jahren.

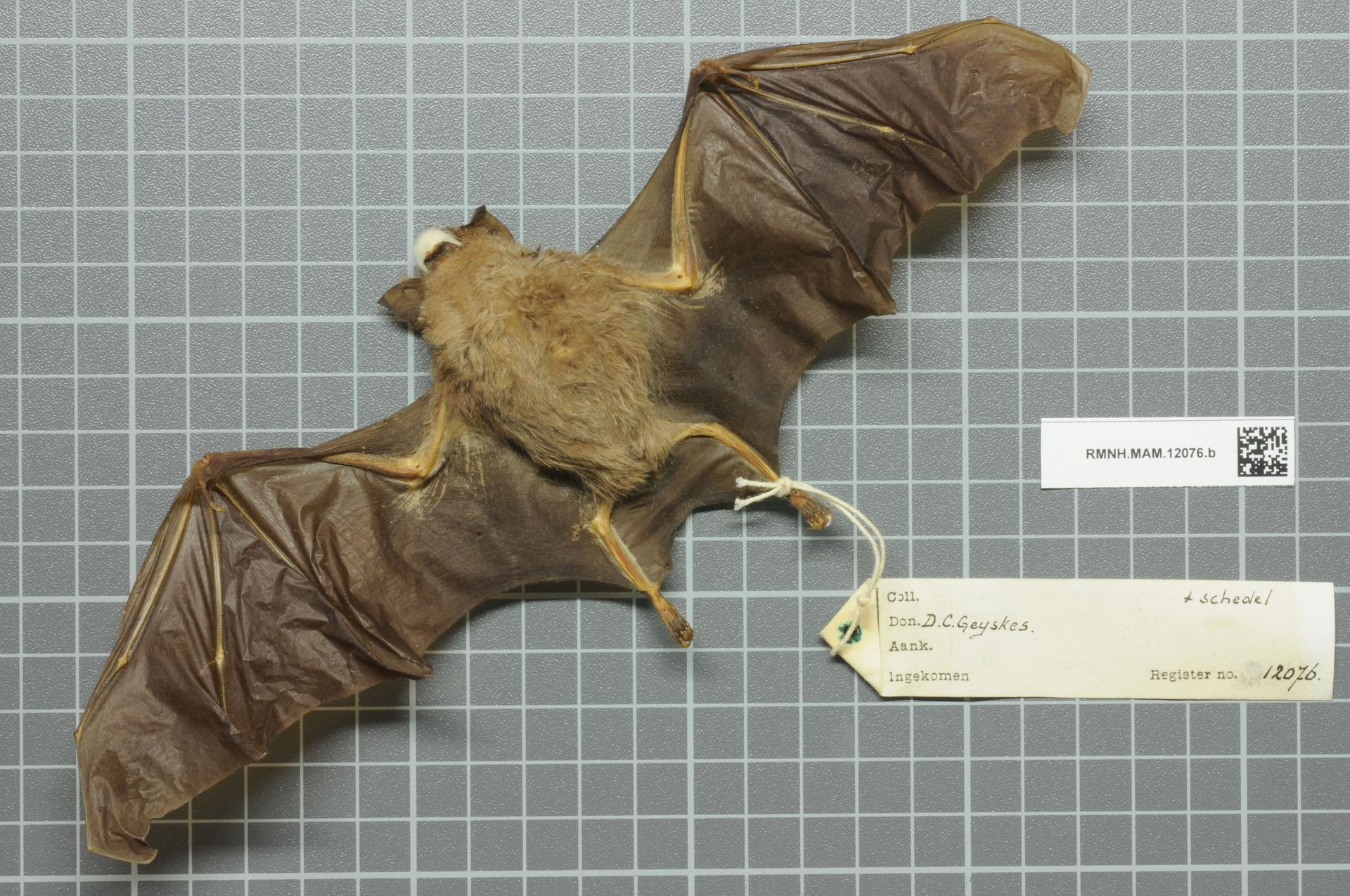
Museumsstück, Bauchansicht, weiblich
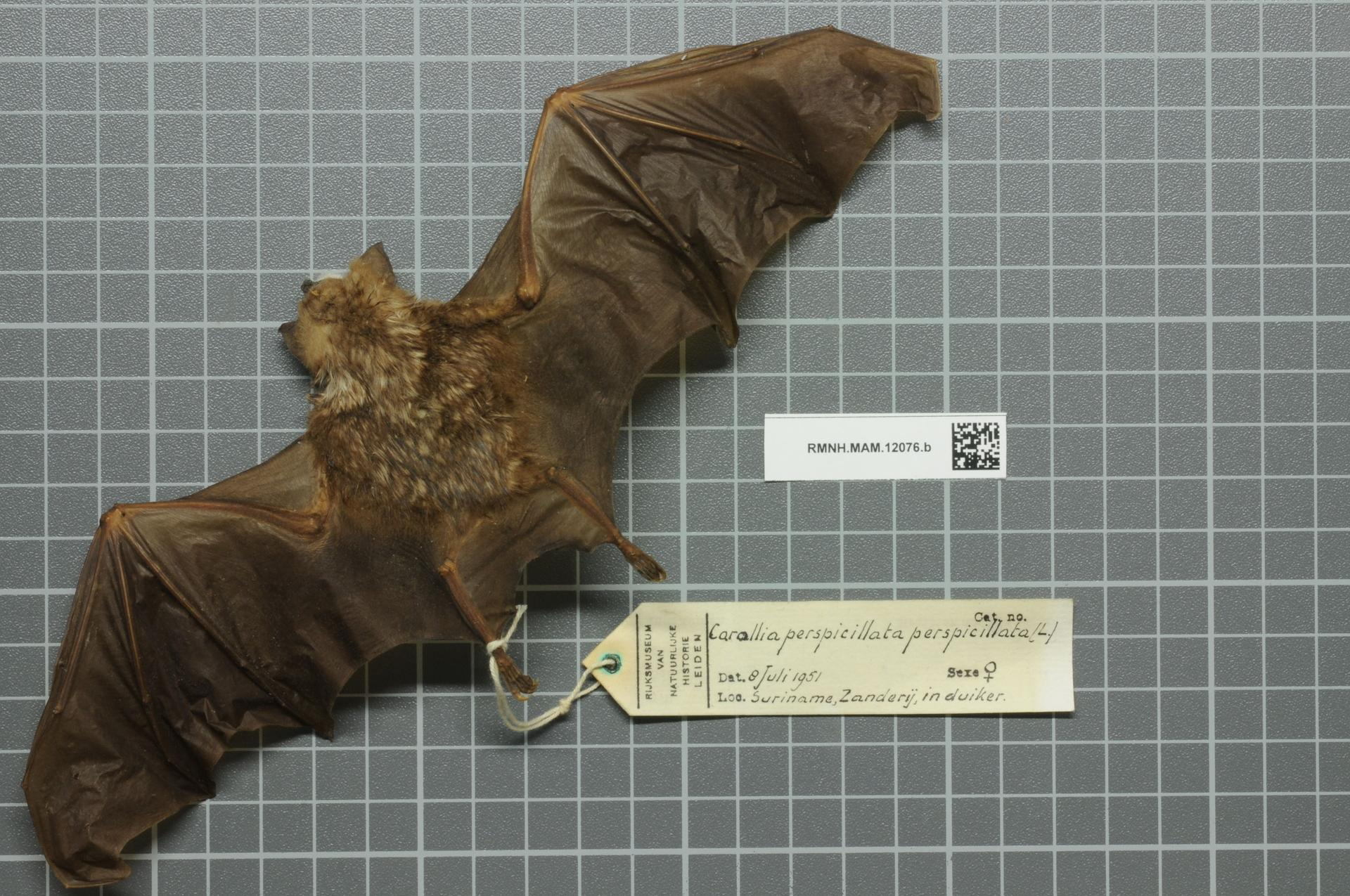
Gleiche Museumsstück, Rückansicht, weiblich
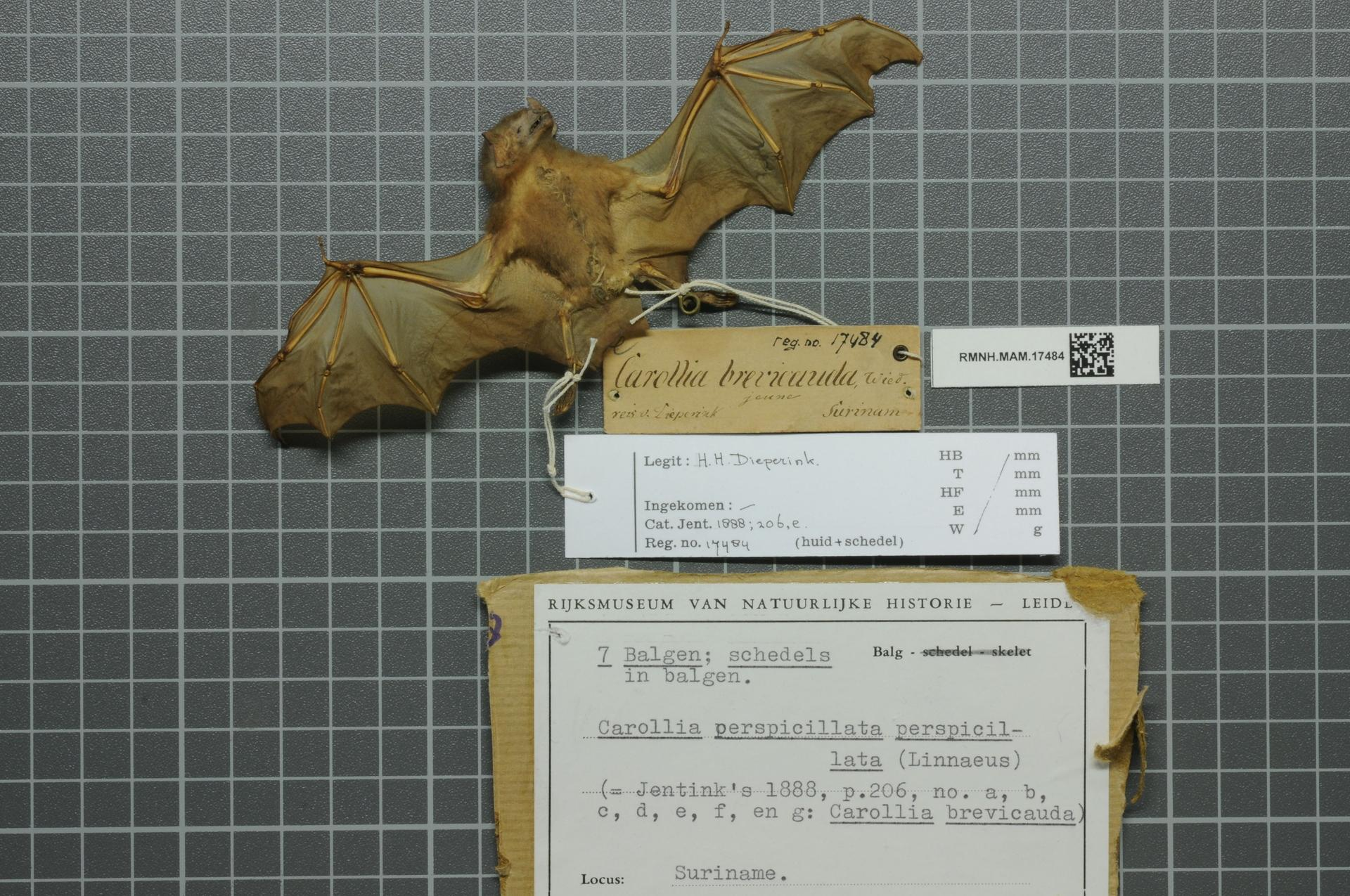
Museumsstück, Bauchansicht, Juvenile
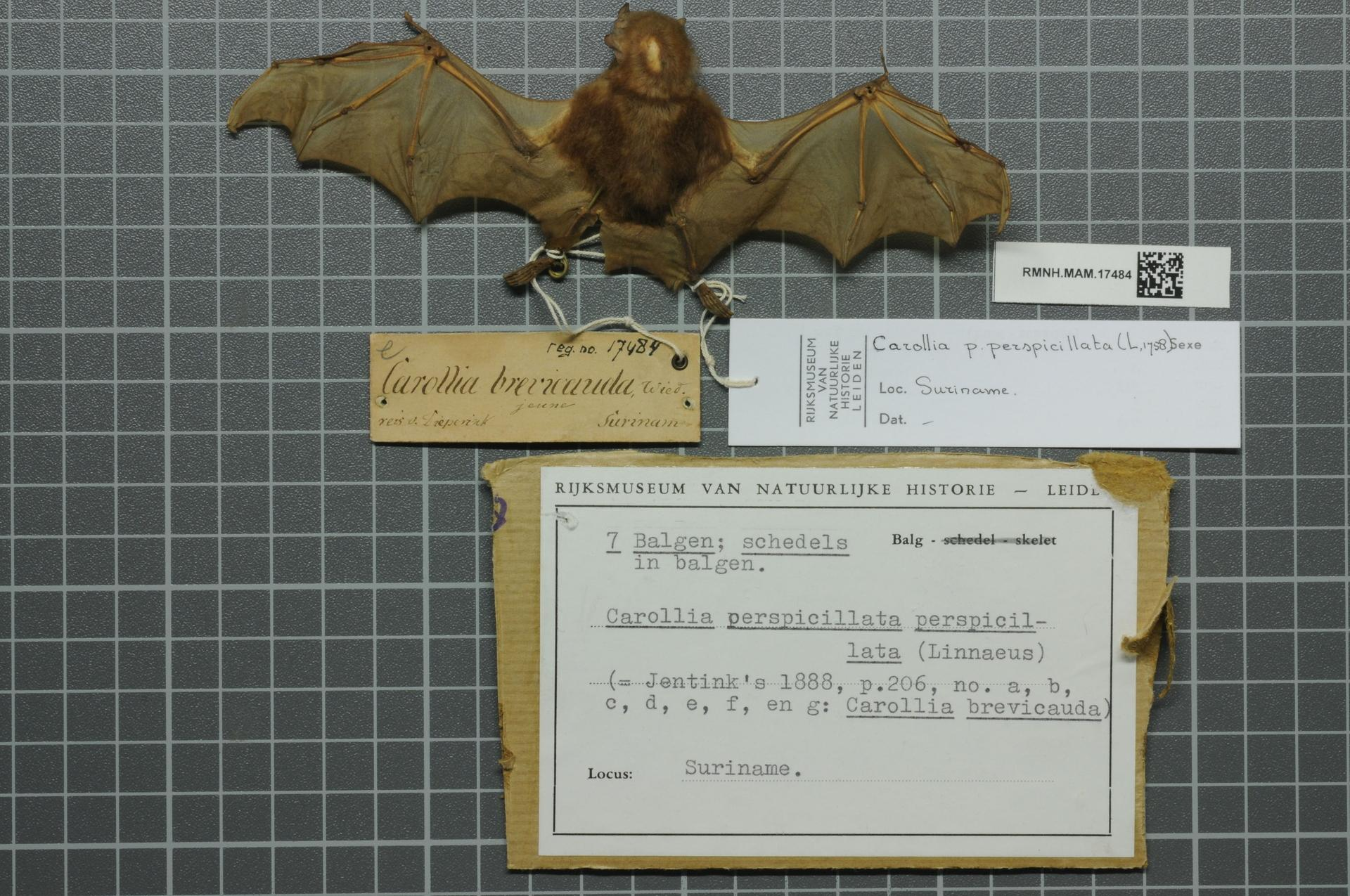
Gleiche Museumsstück, Rückansicht, Juvenile

## Verbreitung und Lebensraum
Die Verbreitung der Brillenblattnase reicht von Mexiko bis Argentinien. Ihr Bestand wird von der IUCN dank der weiten Verbreitung und wahrscheinlich großen Populationen als stabil und ungefährdet eingestuft.